# Confederación Española de Derechas Autónomas

Flagge des CEDA-Bündnisses

Die Confederación Española de Derechas Autónomas [komfeðeɾaˈθjon espaˈɲola ðe ðeˈɾetʃas au̯ˈtonomas] (CEDA; deutsch Spanische Konföderation der Autonomen Rechten) war eine Allianz spanischer politischer Parteien in der Zweiten Republik in Spanien. Sie wurde am 4. März 1933 gegründet.
Die CEDA bestand hauptsächlich aus katholisch orientierten Parteien des rechten Spektrums. Die einflussreichste von ihnen war Acción Popular (deutsch Volksaktion), die am 29. April 1931, zwei Wochen nach Ausrufung der Republik, gegründete Nachfolgepartei der Acción Nacional. Das Nationalkomitee (der Vorstand) von Acción Popular wurde vom späteren Kardinal Ángel Herrera Oria, dem Gründer und Direktor der Zeitung El Debate und führender Kopf der einflussreichen Acción Católica, geleitet. Nach den ersten Wahlen wurde Acción Nacional von José María Gil-Robles y Quiñones geleitet. Weitere Mitgliedsparteien der CEDA waren Derecha Regional Valenciana (dt. Valencianische Regionale Rechte) und Unión Regional de Derechas (dt. Regionalunion der Rechten) aus Galicien. Hinzu traten agrarisch-konservative Kleinparteien und Verbände aus verschiedenen Orten und Provinzen Spaniens, insbesondere aus Kastilien und Galicien, aber auch aus der Rioja und von den Balearen.
Die CEDA war im Kern eine klerikal-konservative Partei, die für einen Korporativstaat eintrat. Sie wird einerseits zum christdemokratischen Spektrum gerechnet, andererseits aber auch als faschistisch eingestuft, insbesondere aufgrund der Ausrichtung ihrer Jugendorganisation, der Juventudes de Acción Popular (JAP).
In der Praxis folgte die CEDA der Linie der Acción Popular, die – anders als Republikaner und Monarchisten – die Frage der Staatsform als zweitrangig betrachtete (accidentalismo). Das Motto der Partei, „Religion, Familie, Vaterland, Ordnung, Arbeit und Eigentum“, präsentiert Ausrichtung und Programmatik der Partei in Kurzform.
Für die Wahl am 19. November 1933 bildete die CEDA Wahlbündnisse mit verschiedenen Parteien, darunter die monarchistische Renovación Española (dt. Spanische Erneuerung), die ebenfalls aus dem Umfeld der Acción Católica stammte. Der Grund war das geltende spanische Wahlrecht, das die Mehrheitspartei stark bevorzugte. 
Anführer der CEDA war José María Gil-Robles, ein bürgerlicher Katholik, der eine Adlige geheiratet hatte. Während seiner Flitterwochen in Deutschland hatte er angefangen, Hitler zu bewundern, wandte sich aber aufgrund der Haltung der Nationalsozialisten zur katholischen Kirche stärker Österreich zu, dessen Diktator Engelbert Dollfuß einen klerikalfaschistischen Ständestaat anstrebte. 
Die politischen Ziele Gil-Robles’ gingen dahin, die CEDA zur katholischen Massenpartei aufzubauen und nach der gelungenen Machtübernahme zuerst die laizistischen Verfassungsartikel abzuschaffen. Dabei verfolgte Gil-Robles die Strategie, mit Wahlen die Macht zu erringen, danach aber die Demokratie abzuschaffen:
„Wir müssen vorwärts gehen zu einem Neuen Staat. Wen interessiert es schon, wenn dabei Blut vergossen wird? Wir müssen endlich Nägel mit Köpfen machen, darauf kommt es an. Um dieses Ideal zu erreichen, werden wir uns nicht von überlieferten Vorstellungen zurückhalten lassen. Die Demokratie ist für uns nicht das Ziel, sondern ein Mittel zur Eroberung eines neuen Staates. Wenn die Zeit kommt, werden sich die Cortes fügen – oder wir werden sie verschwinden lassen.“
Diesen Worten scheint aber die tatsächliche Politik der CEDA zu widersprechen, die die republikanische Legitimität – in ihrer neuen Funktion als kleinerer Koalitionspartner – auch dann unangetastet ließ, als die Niederschlagung des sozialistischen Aufstands im Herbst 1934 die eventuelle Gelegenheit dazu bot. 
Wahlsieger von 1933 war das heterogene rechte Wahlbündnis. Die CEDA und ihre Verbündeten erhielten 110 Sitze und wurden die stärkste Kraft im spanischen Parlament, ohne jedoch die notwendige Mehrheit für die Regierungsbildung erlangt zu haben. Obwohl die CEDA stärkste Partei war, wurde sie von Präsident Niceto Alcalá Zamora nicht mit der Regierungsbildung beauftragt und tolerierte so eine Regierung des Zentrums unter Alejandro Lerroux (Partido Republicano Radical) und stellte später auch einige Minister. Unter anderem erreichte sie eine Amnestie für diverse Vertreter rechter Kreise, die beim Putschversuch von José Sanjurjo und der Diktatur von Miguel Primo de Rivera eine aktive Rolle gespielt hatten, und die Rückgabe einiger zuvor von der Regierung enteigneter Ländereien an die ursprünglichen Eigentümer, Großgrundbesitzer. Dies ermutigte verschiedene konservative Großgrundbesitzer und Unternehmer, die zuvor durch die republikanische Regierung verbesserten Arbeitsbedingungen von Arbeitern und Tagelöhnern erneut zu verschlechtern.
Als es auf Druck der CEDA, die der 1933 aus den demokratischen Wahlen hervorgegangenen Minderheitsregierung nun ihre parlamentarische Unterstützung versagte, im Oktober 1934 statt zu Neuwahlen zu einer Umbildung des Kabinetts kam, in das nun auch drei Minister der CEDA eintraten, kam es zu einem Aufstand sozialistischer Kräfte mit Zentrum in Oviedo (Asturien). Unter den neuen Regierungsmitgliedern der CEDA befanden sich mit Berenguer und Aznar jetzt auch zwei Angehörige der Diktatur Primo de Riveras, die eben erst von der Regierung amnestiert worden waren. An der Streik- und Aufstandsbewegung waren auch führende Politiker, Militärs und Polizisten beteiligt. Diese wurde mit harter Hand, insbesondere unter dem Kommando des Generals López Ochoa in Asturien innerhalb von zwanzig Tagen unterdrückt, während der Aufstand in den anderen Provinzen schon in den ersten Stunden und Tagen zusammenbrach; Franco hatte das Oberkommando über die militärischen Operationen zur Aufstandsbekämpfung.
Bei der Wahl im Februar 1936 verlor die CEDA einen Teil ihrer Sitze, da diesmal linke Parteien sich zur Frente Popular (dt. Volksfront) zusammengeschlossen hatten, und stellte danach nur noch 86 Parlamentsabgeordnete. Die Regierung stellte nun die Volksfront, der politische Gegner der CEDA. Der Wahlsieg der Volksfront verschärfte das politische Klima in Spanien zunehmend: Es kam zu Straßenkämpfen, Ausschreitungen gegen Kirchen und Priester sowie Mordanschlägen auf Persönlichkeiten des rechten und linken Lagers. Die Ermordung des monarchistischen Politikers und scharfen Regierungskritikers José Calvo Sotelo durch Mitglieder der Sicherheitspolizei (span. Guardia de Seguridad y Asalto) und sozialistischer Milizangehöriger bildete die unmittelbare Rechtfertigung für einen Putsch verschiedener Militäreinheiten am 17. Juli 1936, der sich in der Folge zum spanischen Bürgerkrieg ausweitete.
Auf der rechten (nationalistischen) Seite wurden 1937 von General Francisco Franco alle Parteien bis auf die Falange Española aufgelöst, also auch die CEDA, die Franco unterstützt hatte, deren politische Mitwirkung während der Republik von Altfalangisten aber scharf kritisiert worden war. Führende Mitglieder der CEDA wie Ramón Serrano Súñer traten daraufhin der Falange bei.